# Cupa României 1942-1943
La Cupa României 1942-1943 è stata la decima edizione della coppa nazionale, disputata tra il 18 aprile ed il 15 agosto 1943. Dopo il dominio del Rapid Bucarest, vincitore di sette delle prime nove edizioni la coppa fu vinta dal CFR Turnu-Severin, al suo primo titolo..

## Sedicesimi di finale
Gli incontri si sono disputati tra il 18 aprile e l'11 maggio 1943. Il derby tra Venus e Unirea Tricolr è stato ripetuto in quanto terminato in parità dopo i tempi supplementari. Il Malaxa Tohanu-Vechi si ritira e perde 3-0 a tavolino
| Squadra 1                 | Risultato | Squadra 2                   |
| ------------------------- | --------- | --------------------------- |
| Gloria Arad               | 3 - 1     | Minerul Lupeni              |
| Juventus București        | 5 - 1     | Carmen București            |
| Textila Buhuși            | 0 - 4     | Gloria CFR Galați           |
| Corvinul Deva             | 5 - 1     | Mica Brad                   |
| Dacia VA Galați           | 1 - 9     | FC Brăila                   |
| Vulturii Iași             | 0 - 4     | Dragoș Vodă Cernăuți        |
| Vulturii textila Lugoj    | 1 - 2     | FC Craiova                  |
| Vitrometan Mediaș         | 1 - 2     | Universitatea Sibiu         |
| Jiul Petroșani            | 9 - 0     | Unirea Alba Iulia           |
| Prahova Ploiești          | 3 - 5     | Sportul Studentesc Bucarest |
| SSM Reșița                | 1 - 2     | CFR Turnu-Severin           |
| Arsenal Sibiu             | 1 - 0     | ACFR Brașov                 |
| Ripensia Timișoara        | 2 - 3 dts | UD Reșița                   |
| Oltul Turnu-Măgurele      | 2 - 5     | Rapid Bucarest              |
| Malaxa Tohanu-Vechi       | 0 - 3     | FC Ploiești                 |
| Unirea Tricolor București | 2 - 0     | Venus București             |

## Ottavi di finale
Gli incontri si sono disputati tra il 16 maggio 1943. Il Gloria Arad si ritira e perde 3-0 a tavolino. Il Severin passò il turno per la regola di emergenza bellica che prevedeva la qualificazione degli ospiti dopo i supplementari non avendo tempo per imbastire la ripetizione del match.
| Squadra 1                   | Risultato | Squadra 2                 |
| --------------------------- | --------- | ------------------------- |
| FC Brăila                   | 1 - 1     | Gloria CFR Galați         |
| Rapid Bucarest              | 4 - 0     | Juventus București        |
| Sportul Studentesc Bucarest | 4 - 1     | Unirea Tricolor București |
| Dragoș Vodă Cernăuți        | 0 - 4     | FC Ploiești               |
| FC Craiova                  | 1 - 1     | CFR Turnu Severin         |
| Corvinul Deva               | 2 - 4     | Jiul Petroșani            |
| UD Reșița                   | 3 - 0     | Gloria Arad               |
| Universitatea Sibiu         | 10 - 1    | Arsenal Sibiu             |

## Quarti di finale
Gli incontri si sono disputati tra il 20 giugno e il 2 agosto 1943
| Squadra 1                   | Risultato | Squadra 2           |
| --------------------------- | --------- | ------------------- |
| Jiul Petroșani              | 2 - 1     | FC Ploiești         |
| CFR Turnu-Severin           | 3 - 0     | Universitatea Sibiu |
| Sportul Studentesc Bucarest | 2 - 1     | UD Reșița           |
| Rapid Bucarest              | 3 - 1     | Gloria CFR Galați   |

## Semifinali
Gli incontri si sono disputati il 9 agosto 1943.
| Squadra 1                   | Risultato | Squadra 2      |
| --------------------------- | --------- | -------------- |
| Sportul Studentesc Bucarest | 2 - 1     | Rapid Bucarest |
| CFR Turnu-Severin           | 2 - 1     | Jiul Petroșani |

## Finale
La finale venne disputata il 15 agosto 1943 a Bucarest. Dopo sei vittorie consecutive del Rapid, la finale viene giocata dallo Sportul Studentesc e dai ferrovieri del Turnu-Severin.
| Arbitro: | Emil Kroner (Bucarest) |

|                                       |           |  |
| Ludwig 32’ 83’ Nicolae Reuter 34’ 58’ | Marcatori |  |